# Patrick Warburton
Pour les articles homonymes, voir Warburton.

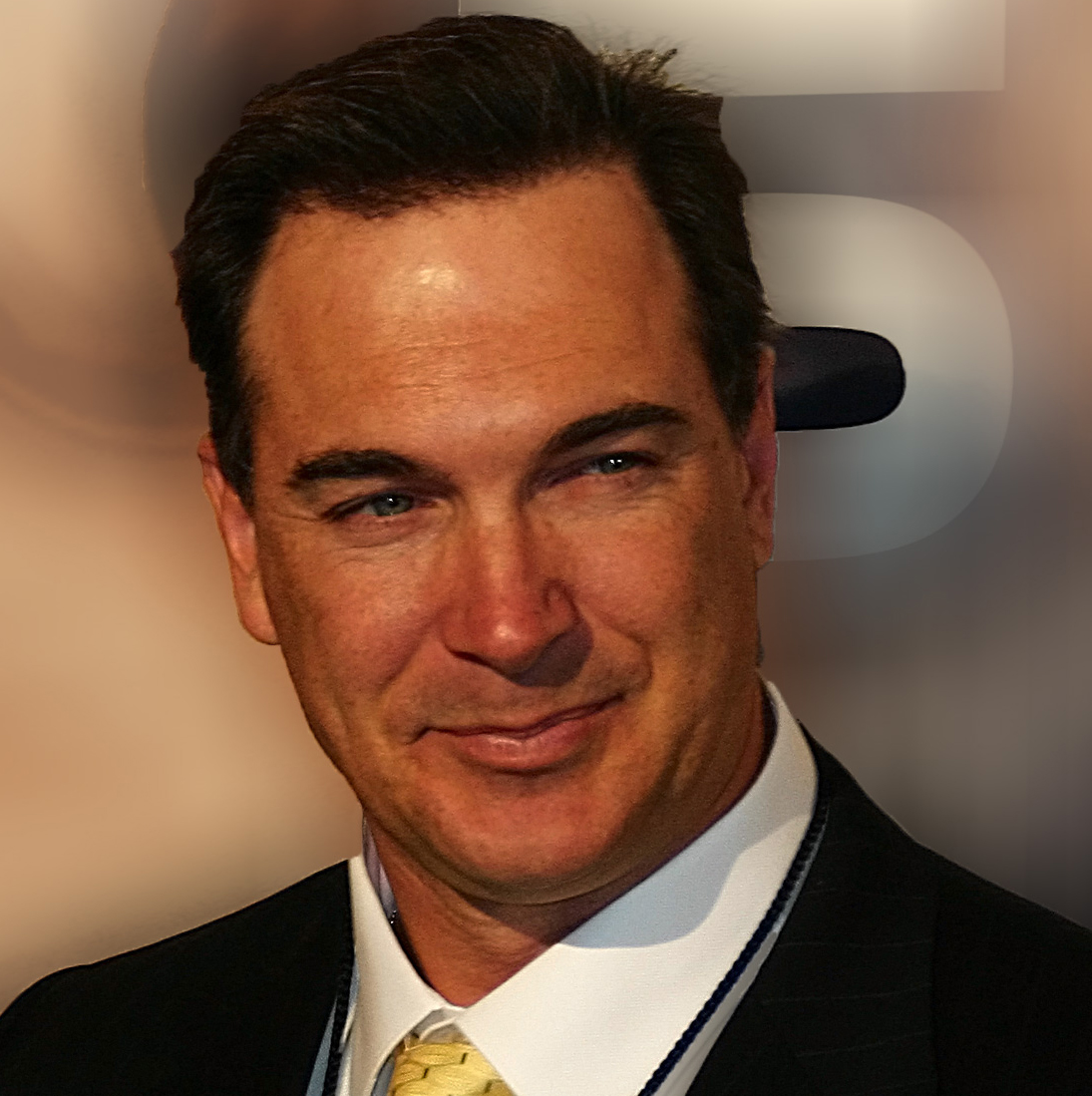
Patrick Warburton en 2007

Patrick Warburton, né le 14 novembre 1964 à Paterson (New Jersey), est un acteur américain de cinéma et de télévision.
Actif dans l'animation, il prête notamment sa voix à Kronk dans Kuzco, l'empereur mégalo, Joe Swanson dans Les Griffin, Buzz l'Éclair dans la série Les Aventures de Buzz l'Éclair, Flynn dans la franchise Skylanders ou encore à Volibear et Zac dans League Of Legends.

## Filmographie

### Cinéma
- 1987 : Dragonard : Richard Abdee
- 1989 : Master of Dragonard Hill : Richard Abdee
- 1991 : Scorchers : Balford
- 1994 : Dickwad : Charlie's Brother
- 1996 : American Strays : Rookie Cop
- 1998 : Blind Men
- 1999 : The Woman Chaser : Richard Hudson
- 2000 : Kuzco, l'empereur mégalo de Mark Dindal : Kronk (voix)
- 2000 : Scream 3 de Wes Craven : Steven Stone
- 2000 : L'Antenne (The Dish) de Rob Sitch : Al Burnett
- 2001 : Camouflage : Horace Tutt, Junior
- 2001 : Dirt : Vincent
- 2001 : Joe Somebody : Mark McKinney
- 2002 : Run Ronnie Run (en) de Troy Miller : Head of Gay Conspiracy
- 2002 : Big Trouble : Officer Walter Kramitz Miami PD
- 2002 : Men in Black 2 de Barry Sonnenfeld : l'agent T
- 2003 : I'd Rather Be in Philadelphia : Jack
- 2004 : Bob Steel : Rudy Buckmaster
- 2004 : Stewie Griffin's Untold Storie
- 2005 : Kuzco 2 : King Kronk : Kronk (voix)
- 2005 : The Civilization of Maxwell Bright : Max Bright
- 2005 : Rebound : Larry Burgess
- 2007 : I'll Believe You : Dr. Seth Douglass
- 2007 : Underdog de Frederik Du Chau : Cad
- 2007 : Bee Movie : Ken
- 2008 : Max la Menace de Peter Segal : Hymie the Robot
- 2008 : Get Smart's Bruce and Lloyd: Out of Control : Hymie the Robot
- 2009 : Sophomore : Mr. McKee
- 2009 : Rock Slyde : Rock Slyde
- 2012 : Ted : Guy
- 2014 : Mauvaises Fréquentations de Tim Garrick : Principal Basil Poole
- 2015 : Joe La Crasse 2 : Un bon gros loser (Joe Dirt 2:Beautiful Loser) de Fred Wolf : Foggle / L'ange gardien
- 2015 : Ted 2 de Seth MacFarlane : Guy
- 2016 : Watch Out (Better Watch Out) de Chris Peckover : Robert Lerner
- 2020 : Bloodline (Inheritance) de Vaughn Stein : Archer Monroe

### Télévision
- 1990 : Quantum Leap, épisode "The Leap Home : Part 2 (Vietnam) - 7 avril 1970"
- 1991 : Anything But Love, épisode "The Torrid Zone"
- 1992 : Grapevine, "The Lisa and Billy story"
- 1992 : Bienvenue en Alaska (Northern Exposure), épisode "Northwest Passages" (29 septembre 1992)
- 1992 : Murphy Brown, épisode "A Year to Remember"
- 1993 : Mad About You, épisode "Love Among the Tiles"
- 1993 : Nurses, épisode "What Are Friends For?"
- 1993 : Femmes d'affaires et dames de cœur (Designing Women), épisodes "Gone with a Whim: Part 1", "Gone with a Whim: Part 2" and "Too Dumb to Date"
- 1995 : Une maman formidable, épisode "A Night at the Opera"
- 1994-1997 : Dave's World
- 1995 : Ellen, épisodes "Thirty Kilo Man: Part 1", "Thirty Kilo Man: Part 2" and "The Spa"
- 1995 puis 1997-1998 : Seinfeld
- 1998 : House Rules, épisode "Sex and Violence"
- 1998 : Maggie Winters
- 1998-1999 : Infos FM
- 1999-2002 et 2005-... : Les Griffin : Joe Swanson
- 2001-2002 : The Tick
- 2002 : Malcolm, épisode "Company Picnic: Part 1"
- 2002 : La Treizième Dimension, épisode "Azoth the Avenger Is a Friend of Mine"
- 2003 : Touche pas à mes filles, épisodes "Paul Meets His Match" "Queen Bees and King Bees" and "Goodbye: Part 1"
- 2003-2006 : Less Than Perfect
- 2003-2018 : The Venture Bros., Cartoon Network, voice of Brock Samson.
- 2005-2006 : The X's, voix de Mr. X (Aaron Truman Extreme Sr.)
- 2005 : The Daily Buzz, épisode du 15 avril 2005
- 2006-2008 : Kuzco, un empereur à l'école
- 2007-2013 : Leçons sur le mariage : Jeff Bingham
- 2007- : Robot Chicken, assorted
- 2009 : Mes parrains sont magiques : Wishology, MERF agents
- 2012 : Top Gear USA : Saison 2 Épisode 10 : Star dans voiture à petit budget
- 2017-2019 : Les Désastreuses Aventures des orphelins Baudelaire : Lemony Snicket
- 2018 : Marvel : Les Agents du SHIELD : Rick Stoner
- 2020 : Space Force : général Dabney Stramm
- 2020 : Baby Shark : l'aventure sous l'eau (Baby Shark's Big Show!) (série animée) : Grandpa Shark

## Voix francophones
En version française, Patrick Warburton n'a pas de voix régulière. Il est ainsi doublé par Philippe Catoire dans Seinfeld, Patrick Guillemin dans The Tick, Jean-Michel Farcy dans Scream 3, Marc Alfos dans Super papa, Robert Dubois dans Big Trouble, Alain Flick dans La Treizième Dimension, Patrice Baudrier dans Men in Black 2, Thierry Buisson dans Basket Academy, Emmanuel Jacomy dans Leçons sur le mariage, Gilles Morvan dans Ted et sa suite, Lionel Tua dans My Movie Project, Jérémie Covillault dans Les Désastreuses Aventures des orphelins Baudelaire et Frédéric Souterelle dans Unfrosted.

## Source
- (en) Cet article est partiellement ou en totalité issu de l’article de Wikipédia en anglais intitulé « Patrick Warburton » (voir la liste des auteurs).